# Кольцова, Людмила Михайловна
Людми́ла Миха́йловна Кольцо́ва (род. 25 июня 1952 года) — российский лингвист, доктор филологических наук, заведующая кафедрой русского языка филологического факультета Воронежского государственного университета (2004—2021), руководитель Центра русского языка ВГУ, заслуженный работник высшей школы Российской Федерации, член РОПРЯЛ. С 2014 года — член Совета при Президенте РФ по русскому языку
Автор нескольких поэтических сборников, лауреат премии «Имперская культура» им. Э. Ф. Володина Союза писателей России (2008), лауреат премии «Живые сокровища славянской культуры» Общественной палаты Воронежской области.

## Биография
Родилась в с. Большое Шереметьево Рудовского (ныне Пичаевского района) Тамбовской области. До 17 лет вместе с семьей жила в городе Моршанске Тамбовской области, где с отличием окончила среднеобразовательную школу № 5 и музыкальную школу по классу фортепиано. Мать — Кольцова Александра Митрофановна, работала главным зоотехником Управления сельского хозяйства Моршанского р-на, отец — Кольцов Михаил Иванович, работал учителем истории среднеобразовательной школы г. Моршанска.
В 1974 году окончила филологический факультет Воронежского госуниверситета. С 1978 года по настоящее время работает на филологическом факультете Воронежского госуниверситета, последовательно занимав должности преподавателя, доцента, профессора, заведующего кафедрой.
В 2006 году защитила диссертацию на соискание ученой степени доктора филологических наук «Художественный текст через призму авторской пунктуации» (научный консультант — д.ф.н., профессор А. М. Ломов).
С 2004 по 2021 год — заведующая кафедрой русского языка ВГУ, с 2006 года — руководитель Центра русского языка ВГУ.
В 2008 году удостоена премии «Имперская культура» имени Эдуарда Володина, учрежденной Союзом Писателей России, в номинации «Наука» с формулировкой «За неустанную заботу и защиту русской национальной школы, русского языка и литературы».
В 2014 году вошла в состав впервые организованного Совета при Президенте РФ по русскому языку. Кандидатура Л. М. Кольцовой была предложена президентом СПбГУ Л. А. Вербицкой и утверждена Президентом РФ В. В. Путиным.
В 2015 году на заседании Совета по русскому языку при Президенте РФ, проходившем в Кремле, выступила с резкой критикой министра образования и науки Дмитрия Ливанова в связи с опубликованной его ведомством стратегией развития образования, в которой родители школьников обозначены как «потребители», а качество образовательных услуг должно обеспечиваться «эффективным менеджментом». Также президенту была озвучена проблема сокращения набора на филологические факультеты российских вузов и ликвидации самостоятельных кафедр русского языка, что в обозримом будущем может привести к острой нехватке учителей русского языка и литературы в российских школах. По итогам заседания В. В. Путин дал распоряжение министерству образования и науки провести мониторинг наличия самостоятельных кафедр русского языка и русской литературы в региональных вузах.
В 2014—2015 гг. вела рубрику о русском языке в телепередаче «Утро вместе» на воронежском телеканале «Губерния».
С 2014 года по настоящее время входит в экспертный совет проекта «Тотальный диктант». Ежегодно читает текст диктанта на одной из площадок Воронежа и руководит группой проверки.
В 2019 году избрана на второй срок в Совет по русскому языку при Президенте РФ.
5 ноября 2019 г. на заседании Совета по русскому языку при Президенте РФ выступила с докладом об упадке филологического образования в стране, затронув темы недостаточного выделения бюджетных мест в магистратуру региональных вузов на примере Воронежского государственного университета и несостоятельности двухуровневой болонской системы при подготовке филологов. Доклад Кольцовой вызвал бурную полемику между президентом России В. В. Путиным и министром науки и высшего образования М. М. Котюковым, который был раскритикован президентом за противоречие между контрольными цифрами приема в магистратуру филологического факультета ВГУ (6 бюджетных мест) и требованием министерства по минимальному составу группы магистров в 12 человек. При этом принявшая участие в обсуждении проблемы министр просвещения О. Ю. Васильева поддержала инициативу Л. Кольцовой по возвращению специалитета на гуманитарные специальности.
Автор более 200 научных публикаций, в том числе 7 монографий. Подготовила 8 кандидатов наук.

## Основные направления научной деятельности
- орфоэпия
- лексикология
- коммуникативный синтаксис
- стилистика и поэтика художественного текста
- лингвистический анализ художественного текста
- методология и методика преподавания русского языка в школе и вузе

## Наиболее значимые научные публикации
- Пунктуация художественного текста как уровневая система: к постановке проблемы // Филологические записки. Вып. 15. — Воронеж, 2001. — С. 201—216.
- Пунктуация художественного текста как уровневая система (часть вторая) // Филологические записки. Выпуск 18. — Воронеж, 2002. — С. 59-67.
- Прагматика художественного текста в зеркале русской пунктуации // Вестник Воронежского государственного университета. Серия Гуманитарные науки. № 1. Изд. ВГУ. — Воронеж, 2003. — С. 284—299.
- Функции знаков препинания в номинативном и прагматическом контексте // Материалы по русско-славянскому языкознанию. Международный сборник научных трудов. Вып. 26. Изд. дом Алейниковых. — Воронеж, 2003. — С. 181—195.
- Текстовая пунктуация и её содержательные свойства // Cuadernos de Rusistica Espanola,.Universidad de Granada, Izd: Jizo 4. — Гранада, 2004. — C. 243—253
- Пунктуационный эксперимент в художественном тексте. Воронеж: Изд-во Воронежского государственного университета, 2006. — 194 с.
- Стиховая пунктуация в коммуникативном аспекте. Воронеж: Воронежский государственный университет, 2007. — 128 с. (в соавторстве с О. Н. Бельской).
- Крылатое слово А. В. Кольцова. Опыт словаря. — Воронеж, 2009. — 172 с. (в соавторстве с С. А. Чуриковым).
- Крылатое слово А. В. Кольцова. Опыт словаря. — 2-е изд., пераб. и доп. — Воронеж: ИПЦ ВГУ, 2012. — 184 с. (С. А. Чуриковым).
- Поэтическое слово А. В. Кольцова в русской речи: монография. — Воронеж: ИПЦ ВГУ, 2013. — 144 с. (в соавторстве с С. А. Чуриковым).
- Оценки и эмоции в языке литературной сказки XVIII—XXI веков. Воронеж: НАУКА-ЮНИПРЕСС, 2015. — 150 с. (в соавторстве с С. Е. Токмаковой).
- Крылатое слово И. С. Никитина. Опыт словаря. — Воронеж, 2019. — 152 с. (в соавторстве с С. А. Чуриковым и М. В. Винтер).

## Поэтические сборники
- О Родине, о Доме, о Душе: Стихи. — Воронеж: Издательский Дом Алейниковых, 2008. — 116 с.
- Живых сердец связующая нить: Стихи. — Воронеж: Полиграф, 2011. — 136 с.